# Andriy Dykan
Andriy Oleksandrovych Dykan - em ucraniano:  Андрій Олександрович Дикань (Kharkiv, 16 de julho de 1977) é um ex-futebolista ucraniano que atuava como goleiro.
Jogou parte de sua carreira, iniciada em 1995 no Avanhard Rovenky, em clubes da vizinha Rússia, com destaque para SKA-Energiya Khabarovsk, Kuban Krasnodar e Spartak Moscou, além de ter vestido as camisas de Terek Grozny e Krasnodar, onde parou de jogar em 2016, aos 38 anos. Na Ucrânia, jogou ainda por Shakhtar Makiivka e Tavriya Simferopol.

## Seleção Ucraniana
Pela Seleção Ucraniana, Dykan disputou apenas 8 partidas, entre 2010 e 2012, mesmo ano em que sofreu uma lesão no jogo entre Spartak e Zenit, disputado em março, tirando suas chances de jogar a Eurocopa.

## Goleiro-artilheiro
Em 21 anos como profissional, Dykan fez 11 gols - destes, 2 foram como jogador de linha no Avanhard Rovenky e os outros 9 de pênalti, quando atuava pelo SKA-Energiya Khabarovsk.